# NHK Trophy de 2016
NHK Trophy de 2016 foi a trigésima sétima edição do NHK Trophy, um evento anual de patinação artística no gelo organizado pela Federação Japonesa de Patinação (em japonês:  日本スケート連盟), e que fez parte do Grand Prix de 2016–17. A competição foi disputada entre os dias 25 de novembro e 27 de novembro, na cidade de Sapporo, Japão.

## Eventos
- Individual masculino
- Individual feminino
- Duplas
- Dança no gelo

## Medalhistas
| Evento                        | Ouro                                   | Prata                                            | Bronze                                  |
| Individual masculino detalhes | Yuzuru Hanyu · Japão                   | Nathan Chen · Estados Unidos                     | Keiji Tanaka · Japão                    |
| Individual feminino detalhes  | Anna Pogorilaya · Rússia               | Satoko Miyahara · Japão                          | Maria Sotskova · Rússia                 |
| Duplas detalhes               | Meagan Duhamel · Eric Radford · Canadá | Peng Cheng · Jin Yang · China                    | Wang Xuehan · Wang Lei · China          |
| Dança no gelo detalhes        | Tessa Virtue · Scott Moir · Canadá     | Gabriella Papadakis · Guillaume Cizeron · França | Anna Cappellini · Luca Lanotte · Itália |

## Resultados

### Individual masculino
| Pos.              | Nome             | Nacionalidade  | Pontos | PC         | PL          |
| ----------------- | ---------------- | -------------- | ------ | ---------- | ----------- |
| Medalha de ouro   | Yuzuru Hanyu     | Japão          | 301.47 | 103.89 (1) | 197.58 (1)  |
| Medalha de prata  | Nathan Chen      | Estados Unidos | 268.91 | 87.94 (2)  | 180.97 (2)  |
| Medalha de bronze | Keiji Tanaka     | Japão          | 248.44 | 80.49 (3)  | 167.95 (3)  |
| 4                 | Oleksii Bychenko | Israel         | 229.87 | 75.13 (7)  | 154.74 (4)  |
| 5                 | Mikhail Kolyada  | Rússia         | 225.69 | 78.18 (4)  | 147.51 (6)  |
| 6                 | Deniss Vasiļjevs | Letônia        | 223.73 | 70.50 (10) | 153.23 (5)  |
| 7                 | Jason Brown      | Estados Unidos | 218.47 | 74.33 (8)  | 144.14 (7)  |
| 8                 | Nam Nguyen       | Canadá         | 212.43 | 75.33 (6)  | 137.10 (8)  |
| 9                 | Ryuju Hino       | Japão          | 207.15 | 72.50 (9)  | 134.65 (9)  |
| 10                | Elladj Baldé     | Canadá         | 195.32 | 76.29 (5)  | 119.03 (11) |
| 11                | Grant Hochstein  | Estados Unidos | 191.40 | 68.31 (11) | 123.09 (10) |

### Individual feminino
| Pos.              | Nome                  | Nacionalidade  | Pontos | PC         | PL          |
| ----------------- | --------------------- | -------------- | ------ | ---------- | ----------- |
| Medalha de ouro   | Anna Pogorilaya       | Rússia         | 210.86 | 71.56 (1)  | 139.30 (1)  |
| Medalha de prata  | Satoko Miyahara       | Japão          | 198.00 | 64.20 (3)  | 133.80 (2)  |
| Medalha de bronze | Maria Sotskova        | Rússia         | 195.88 | 69.96 (2)  | 125.92 (3)  |
| 4                 | Wakaba Higuchi        | Japão          | 185.39 | 62.58 (5)  | 122.81 (4)  |
| 5                 | Mirai Nagasu          | Estados Unidos | 180.33 | 63.49 (4)  | 116.84 (8)  |
| 6                 | Karen Chen            | Estados Unidos | 178.45 | 58.76 (7)  | 119.69 (5)  |
| 7                 | Yura Matsuda          | Japão          | 178.26 | 60.98 (6)  | 117.28 (7)  |
| 8                 | Elizabet Tursynbayeva | Cazaquistão    | 175.11 | 55.66 (9)  | 119.45 (6)  |
| 9                 | Choi Da-bin           | Coreia do Sul  | 165.63 | 51.06 (11) | 114.57 (9)  |
| 10                | Alaine Chartrand      | Canadá         | 160.22 | 58.72 (8)  | 101.50 (11) |
| 11                | Nicole Rajičová       | Eslováquia     | 159.70 | 53.43 (10) | 106.27 (10) |

### Duplas
| Pos.              | Nome                                 | Nacionalidade  | Pontos | PC        | PL         |
| ----------------- | ------------------------------------ | -------------- | ------ | --------- | ---------- |
| Medalha de ouro   | Meagan Duhamel / Eric Radford        | Canadá         | 204.56 | 72.95 (2) | 131.61 (1) |
| Medalha de prata  | Peng Cheng / Jin Yang                | China          | 196.87 | 73.33 (1) | 123.54 (2) |
| Medalha de bronze | Wang Xuehan / Wang Lei               | China          | 185.32 | 65.66 (3) | 119.66 (3) |
| 4                 | Tarah Kayne / Daniel O'Shea          | Estados Unidos | 172.20 | 57.02 (5) | 115.18 (4) |
| 5                 | Mari Vartmann / Ruben Blommaert      | Alemanha       | 170.70 | 61.23 (4) | 109.47 (6) |
| 6                 | Miriam Ziegler / Severin Kiefer      | Áustria        | 161.91 | 52.19 (7) | 109.72 (5) |
| 7                 | Sumire Suto / Francis Boudreau-Audet | Japão          | 161.85 | 52.65 (6) | 109.20 (7) |

### Dança no gelo
| Pos.              | Nome                                    | Nacionalidade  | Pontos | DC        | DL         |
| ----------------- | --------------------------------------- | -------------- | ------ | --------- | ---------- |
| Medalha de ouro   | Tessa Virtue / Scott Moir               | Canadá         | 195.84 | 79.47 (1) | 116.37 (1) |
| Medalha de prata  | Gabriella Papadakis / Guillaume Cizeron | França         | 186.66 | 75.60 (2) | 111.06 (2) |
| Medalha de bronze | Anna Cappellini / Luca Lanotte          | Itália         | 180.42 | 72.00 (3) | 108.42 (3) |
| 4                 | Kaitlin Hawayek / Jean-Luc Baker        | Estados Unidos | 169.75 | 65.41 (5) | 104.34 (4) |
| 5                 | Victoria Sinitsina / Nikita Katsalapov  | Rússia         | 169.62 | 68.85 (4) | 100.77 (5) |
| 6                 | Marie-Jade Lauriault / Romain Le Gac    | França         | 149.99 | 58.21 (7) | 91.78 (6)  |
| 7                 | Natalia Kaliszek / Maksym Spodyriev     | Polônia        | 147.93 | 59.92 (6) | 88.01 (7)  |
| 8                 | Anastasia Cannuscio / Colin Mcmanus     | Estados Unidos | 139.47 | 52.66 (8) | 86.81 (8)  |
| 9                 | Emi Hirai / Marien De La Asuncion       | Japão          | 120.35 | 49.37 (9) | 70.98 (9)  |
| WD                | Kana Muramoto / Chris Reed              | Japão          | —      | — (WD)    |            |

## Quadro de medalhas
| Ordem | País           | Medalha de ouro | Medalha de prata | Medalha de bronze |    | Ordem por total |
| ----- | -------------- | --------------- | ---------------- | ----------------- | -- | --------------- |
| 1     | Canadá         | 2               |                  |                   | 2  | 2               |
| 2     | Japão          | 1               | 1                | 1                 | 3  | 1               |
| 3     | Rússia         | 1               |                  | 1                 | 2  | 2               |
| 4     | China          |                 | 1                | 1                 | 2  | 2               |
| 5     | Estados Unidos |                 | 1                |                   | 1  | 5               |
| 5     | França         |                 | 1                |                   | 1  | 5               |
| 7     | Itália         |                 |                  | 1                 | 1  | 5               |
| TOTAL | TOTAL          | 4               | 4                | 4                 | 12 | —               |